# Paspalidium pradanum
Paspalidium pradanum är en gräsart som först beskrevs av Hermano León, och fick sitt nu gällande namn av Gerrit Davidse och Richard Walter Pohl. Paspalidium pradanum ingår i släktet Paspalidium och familjen gräs. Inga underarter finns listade i Catalogue of Life.